# 井上鑑
井上 鑑（いのうえ あきら、1953年9月8日 - ）は、日本のキーボーディスト、作詞家、作曲家、編曲家、音楽プロデューサー。
東京都世田谷区出身。父はチェロ奏者の井上頼豊。翻訳家・詩人の矢川澄子、セゾン系文化人の小池一子は母方の叔母。シンガーソングライターのやまがたすみこは妻。

## 来歴
- 和光学園中学校、都立青山高校を経て、桐朋学園大学音楽学部作曲科で三善晃に師事。在学中である1974年に、大森昭男との出会いでCM音楽作家として活動と、キーボード演奏の活動を始める。
- 1970年代後半からフュージョングループPARACHUTE（パラシュート）や大瀧詠一のユニットに参加。また、ピンク・レディーのヒット曲にキーボーディストとして参加。
- 1981年、寺尾聰の『ルビーの指環』、同アルバム『Reflections』で第23回日本レコード大賞編曲賞受賞。同年、『GRAVITATIONS』（ヨコハマタイヤASPEC TV-CM）でソロアーティストとしてデビュー。
- 1982年にデビュー・アルバム『PROPHETIC DREAM 予言者の夢』を発表。以降13枚のオリジナル・アルバムを発表。
- 1980年代、在籍していた東芝EMIの「ニューウェーブ4人衆」（稲垣潤一、安部恭弘、鈴木雄大、井上鑑）の一角として注目を浴びた。
- 1985年頃からは、海外アーティストとも頻繁に交流し、1989年からロンドンにも拠点を置いて活動する。
- 1988年には『SARDANA 〜パブロ・カザルスに捧ぐ』として、自作曲および『鳥の歌』などのカタルーニャ民謡を主題にした数曲を、チェリストである父親らとのユニットにて演奏発表する（1988年9月6日 御茶ノ水カザルス・ホール）。
- 1990年代後半には、5人のボーカル、琴、ベース、キーボードのユニット「THE VOICE PROJECT」、山木秀夫（ドラム）、金子飛鳥（ヴァイオリン）との「R.H.M」、川村昌子（琴）とのプロジェクト、吉川忠英とのアコースティックDUOなどをプロデュース、CD制作、ライヴ活動を展開。
- 1996年より国立音楽大学音楽デザイン科講師。
- 森繁久弥、東儀秀樹の『葉っぱのフレディ』にサウンドプロデュース及び編曲家として参加。
- 2000年、ピアノ曲集『葉っぱのフレディ / 7つのパラフレーズ』ピアノ版CD及び楽譜集を発表（作曲・編曲）。中村明一（尺八）とのプロジェクト「遊牧座」コンサート、佐野元春とのポエトリーリーディングコラボレーションなどを行う。またギタリスト吉川忠英の紹介で、福山雅治のレコーディングにキーボーディストとして初参加。以降彼のほとんどの作品にアレンジャーとして携わる。
- 2001年、日中友好使節として北京で2回のコンサートに音楽監督として参加・出演。北京音楽院の教授、学生らと共演。
- 2003年、NHK-BS2番組『あなたが選ぶ時代の歌』に音楽監督として出演。
- 2011年、山木秀夫（ドラム）、高水“大仏”健司（ベース）、今剛（ギター）と組んだインストゥルメンタルバンド・井山大今（いのやまだいこん）のアルバム「井山大今」を発表。バンド名は各メンバーの名前（または愛称）から1字ずつを取ったもの。
- 2021年、日本武道館で行われた『～松本 隆 作詞活動50周年記念 オフィシャル・プロジェクト!～ 風街オデッセイ2021』にて音楽監督と約60曲の演奏を務めた[5]。

## 活動
- 編曲家（ストリングスアレンジにて関わる作品含）、音楽プロデューサー・キーボーディストとして石川ひとみ、大瀧詠一、梶原秀剛、福山雅治、寺尾聰、稲垣潤一、THE ALFEE、南佳孝、松田聖子、渡辺満里奈、所ジョージらのアルバムやコンサートに参加。
- 特に大瀧詠一とは「自称・師弟関係」というほどの繋がりがあり、70年代から80年代のレコーディング参加を通して様々なことを学んだと語っている。90年代に入って大瀧が活動再開した際も、ほぼ全てのレコーディングに参加。
- 2006年11月6日放送の『ディア・フレンズ』にゲスト出演した際に、「『ペッパー警部』以外のピンク・レディーの曲にキーボーディストとして参加している」と言っている。また放映当時、アレンジャーとして関わっていた所ジョージがキャラになったCGアニメ『デジタル所さん』の番組前期の音楽も担当する。

- アルバム・プロデュース/サウンド・プロデュースしたアーティストは遠藤京子、ECHOES、杏里、EBI、爆風スランプ、酒井ミキオ、我如古より子、川村昌子（箏）、THE VOICE PROJECT、氷室京介、MOON CHILD、小田木望、古川展生（チェロ）、宗次郎（オカリナ）、呉汝俊（胡）、竹松舞（ハープ）、本田美奈子.、吉田兄弟（三味線）など多数。

- 「世田谷・九条の会」呼びかけ人を務めている[6]。
- 「14世ダライ･ラマ法王と中国政府首脳との直接対話を求める声明文」に賛同者として名を連ねている[7]。

## ディスコグラフィ

### シングル

#### ソロ
|                   | 発売日            | タイトル           | B面                                            | 規格              | 規格品番          |
| 東芝EMI / EXPRESS | 東芝EMI / EXPRESS | 東芝EMI / EXPRESS  | 東芝EMI / EXPRESS                              | 東芝EMI / EXPRESS | 東芝EMI / EXPRESS |
| ----------------- | ----------------- | ------------------ | ---------------------------------------------- | ----------------- | ----------------- |
| 1st               | 1981年10月1日     | GRAVITATIONS       | CALAIDOSCOPIO                                  | EP                | ETP-17221         |
| 2nd               | 1982年1月21日     | レティシア         | ロプ・ノール                                   | EP                | ETP-17275         |
| 3rd               | 1982年4月1日      | SUBWAY-HERO        | アポカリプス戦線                               | EP                | ETP-17338         |
| 4th               | 1982年12月1日     | KICK-IT-OUT!!      | 夏の夜の夢:オースゴールストランの海辺          | EP                | ETP-17426         |
| 5th               | 1983年2月1日      | 絵画感             | RUNNING FACE                                   | 12inch            | T10-1054          |
| 6th               | 1983年10月1日     | アドリアン・ブルー | KARSAVINA〜ニジンスキーの翼                    | EP                | ETP-17534         |
| ファンハウス      |                   |                    |                                                |                   |                   |
| 7th               | 1985年9月21日     | SPACE HITCH-HIKERS | Ice Age スターダスト・オブ・サンサルヴァドール | 12inch            | 15FB-2026         |

#### コラボレーションシングル
| 名義                     | 発売日            | タイトル                          | B面                                                            | 規格              | 規格品番          |
| 東芝EMI / EXPRESS        | 東芝EMI / EXPRESS | 東芝EMI / EXPRESS                 | 東芝EMI / EXPRESS                                              | 東芝EMI / EXPRESS | 東芝EMI / EXPRESS |
| ------------------------ | ----------------- | --------------------------------- | -------------------------------------------------------------- | ----------------- | ----------------- |
| 井上鑑 Meets 惣領智子    | 1984年3月21日     | TWO IN THE WIND (English Version) | TWO IN THE WIND (Japanese version)                             | EP                | ETP-17596         |
| ポリスター               |                   |                                   |                                                                |                   |                   |
| SEGI+INOUE               | 2000年7月19日     | WONDER RAIN                       | WONDER RAIN (ピアノ・デュオ・ヴァージョン) D.B. THE EARTH SONG | Maxi              | PSCR-5894         |
| ユニバーサルJ            |                   |                                   |                                                                |                   |                   |
| INOUE AKIRA & M.I.H.BAND | 2006年11月1日     | wish                              | requiem〜wish〜                                                | Maxi + DVD        | UUCH-5074         |
| INOUE AKIRA & M.I.H.BAND | 2006年11月1日     | wish                              | requiem〜wish〜                                                | Maxi              | UUCH-9017         |

### アルバム

#### オリジナル・アルバム
|                            | 発売日            | タイトル                                         | 規格              | 規格品番          |
| 東芝EMI / EXPRESS          | 東芝EMI / EXPRESS | 東芝EMI / EXPRESS                                | 東芝EMI / EXPRESS | 東芝EMI / EXPRESS |
| -------------------------- | ----------------- | ------------------------------------------------ | ----------------- | ----------------- |
| 1st                        | 1982年3月1日      | PROPHETIC DREAM 予言者の夢                       | LP                | ETP-90147         |
| 2nd                        | 1982年12月1日     | CRYPTOGRAM                                       | LP                | ETP-90203         |
| 3rd                        | 1983年10月1日     | SPLASH                                           | LP                | ETP-90246         |
| 3rd                        | 1983年12月21日    | SPLASH                                           | CD                | CA35-1055         |
| 4th                        | 1985年3月1日      | 架空庭園論                                       | LP                | ETP-90317         |
| 4th                        | 1985年3月30日     | 架空庭園論                                       | CD                | CA32-1108         |
| SWITCH                     |                   |                                                  |                   |                   |
| 5th                        | 1988年5月21日     | SYSTEM OVERLOAD                                  | CD                | 32WD-0004         |
| 日本コロムビア / Interface |                   |                                                  |                   |                   |
| 6th                        | 1989年9月1日      | 夢見るアンの島〜プリンス・エドワード島の光と風〜 | CD                | CA-3813           |
| 東芝EMI / KIZNA            |                   |                                                  |                   |                   |
| 7th                        | 2000年2月9日      | ピアノできく 葉っぱのフレディ                    | CD                | TOCT-24310        |
| Sony Records               |                   |                                                  |                   |                   |
| 8th                        | 2006年03月24日    | CRITERIA                                         | SA-CDハイブリッド | SRCL-10010        |
| パシフィック・ガーデン     |                   |                                                  |                   |                   |
| 9th                        | 2009年2月18日     | ISSIMBOW Akira Inoue Consort                     | CD                | CHCB-30016        |
| ユニバーサルJ              |                   |                                                  |                   |                   |
| 10th                       | 2017年10月25日    | OSTINATO                                         | SHM-CD            | UICZ-4402         |

#### カバー・アルバム
|              | 発売日        | タイトル            | 規格         | 規格品番     |
| 音楽センター | 音楽センター  | 音楽センター        | 音楽センター | 音楽センター |
| ------------ | ------------- | ------------------- | ------------ | ------------ |
| 1st          | 2021年12月3日 | 私たちの大切なうた1 | CD           | CCD-953      |
| 1st          | 2021年12月3日 | 私たちの大切なうた2 | CD           | CCD-954      |

#### ベスト・アルバム
|                    | 発売日            | タイトル                                  | 規格              | 規格品番          |
| 東芝EMI / EXPRESS  | 東芝EMI / EXPRESS | 東芝EMI / EXPRESS                         | 東芝EMI / EXPRESS | 東芝EMI / EXPRESS |
| ------------------ | ----------------- | ----------------------------------------- | ----------------- | ----------------- |
| 1st                | 1986年2月1日      | UNDULATION                                | LP                | ETP-90384         |
| 1st                | 1986年3月31日     | UNDULATION                                | CD                | CA32-1239         |
| ウルトラ・ヴァイヴ |                   |                                           |                   |                   |
| 2nd                | 2008年4月19日     | 井上鑑CM WORKS ON・アソシエイツ・イヤーズ | CD                | CDSOL-1222        |

#### ライブ・アルバム
|        | 発売日         | タイトル                         | 規格   | 規格品番  |
| SWITCH | SWITCH         | SWITCH                           | SWITCH | SWITCH    |
| ------ | -------------- | -------------------------------- | ------ | --------- |
| 1st    | 1988年11月21日 | SARDANA -パブロ・カザルスに捧ぐ- | CD     | 32WD-0006 |

#### カセットブック・CDブック
|          | 発売日        | タイトル           | 規格           | 規格品番   |
| 冬樹社   | 冬樹社        | 冬樹社             | 冬樹社         | 冬樹社     |
| -------- | ------------- | ------------------ | -------------- | ---------- |
| 1st      | 1984年11月    | カルサヴィーナ     | カセットブック |            |
| 1st      | 2020年4月29日 | カルサヴィーナ     | CD             | PCD-26076  |
| CBS/SONY |               |                    |                |            |
| 2nd      | 1986年7月2日  | TOKYO INSTALLATION | 書籍+CD        | 50DH-441/2 |
| 2nd      | 2022年3月23日 | TOKYO INSTALLATION | Blu-spec CD2   | MHCL-30712 |

#### コンピレーション・アルバム
|                              | 発売日         | タイトル                         | 規格          | 規格品番      |
| ユニバーサルJ                | ユニバーサルJ  | ユニバーサルJ                    | ユニバーサルJ | ユニバーサルJ |
| ---------------------------- | -------------- | -------------------------------- | ------------- | ------------- |
| 1st                          | 2017年10月25日 | Seeing (Works of Akira Inoue)    | CD            | UPCY-7373/4   |
| Sony Music Direct / GT music |                |                                  |               |               |
| 2nd                          | 2017年10月25日 | Believing (Works of Akira Inoue) | Blu-spec CD2  | MHCL-30472/3  |

### タイアップ
| 曲名            | タイアップ                                 | 収録作品                                    |
| --------------- | ------------------------------------------ | ------------------------------------------- |
| GRAVITATIONS    | 横浜タイヤ『ASPEC』CMソング                | シングル「GRAVITATIONS」                    |
| レティシア      | 横浜タイヤ『ASPEC』CMソング                | シングル「レティシア」                      |
| 絵画感          | 資生堂『パーキー・ジーン』イメージ・ソング | シングル「絵画感」                          |
| TWO IN THE WIND | 東宝東和配給『ウィンディー』テーマソング   | コラボレーションシングル「TWO IN THE WIND」 |
| 架空庭園論      | 横浜タイヤ『ASPEC』CMソング                | アルバム「架空庭園論」                      |
| Ice Age         | 横浜タイヤ『ASPEC』CMソング                | シングル「SPACE HITCH-HIKERS」              |

### 連名アルバム
- 井上鑑 & デヴィッド・ローズ: HEAD,HANDS AND FEET（1989年）
- 井上鑑、ピーター・ガブリエル、デヴィッド・ローズ & 矢野顕子: 雪のひとひら （1998年）

## 主な編曲楽曲

### あ行
- 浅香唯
  - C-Girl
  - TRUE LOVE
  - 恋のロックンロール・サーカス
  - Chance!
  - ボーイフレンドをつくろう
  - Self Control
- 浅野ゆう子
  - ストップ・ザ・カンバセーション
- 安部恭弘
  - テネシー・ワルツ
  - SHO-NEN
- アルフィー
  - アルバム 讃集詩 ALMIGHTY ALFEE doubt, ほぼアレンジ参加
  - 恋人になりたい
  - 通り雨
  - 泣かないでMY LOVE
  - SUNSET SUMMER
  - 暁のパラダイス・ロード
  - STARSHIP -光を求めて-
- 杏里
  - TROUBLE IN PARADISE
- いきものがかり
  - 風が吹いている-UK recorded version-

バラードベストアルバム　「バラー丼」に収録されている、いきものがかりのシングル曲　「風が吹いている」の新録バージョン。
- 石川ひとみ
  - ミス・ファイン
- いしだあゆみ
  - 赤いギヤマン
  - 波になって
- 伊藤つかさ
  - 涙のクレッシェンド
- 稲垣潤一
  - 雨のリグレット
  - 246:3AM
  - ジンで朝まで
  - エスケイプ
  - 男と女
  - 夏のクラクション
  - シーサイド・ショット
  - ロング・バージョン
  - 夏の行方
  - 誰がために…
  - 優しさが瞳にしみる
  - バチェラー・ガール
  - Bad Dream
- 今井美樹
  - 静かにきたソリチュード
- 岩崎宏美
  - 摩天楼
- 岩﨑元是&WINDY
  - アルバム『From South Avenue』(編曲以外にサウンドプロデュース、ピアノとシンセサイザー演奏も)
  - 「眠り続けたい」(アルバム未収録シングル曲、CD-BOX「The all songs of WINDY」、アルバム『From South Avenue』のタワーレコード限定の再発盤でCD化する。)
- 岩崎良美
  - プリテンダー
- 上田浩恵
  - ソロ・サピエンス
- 上田正樹
  - Night Train To The Sky
- 遠藤京子
  - Be Love
- 大滝詠一
  - 幸せな結末
  - 恋するふたり
  - アルバム『NIAGARA SONG BOOK』（Niagara Fall of Sound Orchestral名義、Instrumental演奏）
  - 『NIAGARA SONG BOOK 2』（同上）
  - 『A LONG VACATION from Ladies』
- 大塚博堂
  - 愁雨
- 大野靖之
  - 心のノート

### か行
- 甲斐バンド
  - 暁の終列車 （甲斐バンドと共作）
  - シーズン
  - ムーンライト・プリズナー
- 川村カオリ
  - 風の生まれる場所から
- 木戸やすひろ
  - 江崎グリコ サワーコロン「青春はサワー」
- 香坂みゆき
  - 危険な予感
- 郷ひろみ
  - もういちど思春期
  - 哀愁ヒーロー Part1／Part2
- KOH+
  - KISSして
  - 最愛
  - 恋の魔力
  - ヒトツボシ
福山雅治との共同アレンジ
- 小泉今日子
  - The Stardust Memory
  - ハートブレイカー（12インチ）
  - 木枯しに抱かれて
- 高田橋久子
  - 涙のつづれ糸
- 小西博之+清水由貴子
  - 銀座の雨の物語

### さ行
- 西城秀樹
  - プロローグ（SONGS/西城秀樹）
  - CARRY ON（BIG SUNSHINE/西城秀樹）
- 榊原郁恵
  - ラブジャックサマー
  - 夢見るマイ・ボーイ
- 沢田研二
  - 渡り鳥 はぐれ鳥
- 島崎路子
  - 悲しみよりもそばにいる
- 少年隊
  - Angel In My Arms
- 陣内孝則
  - サヨナラ City Light
- THE ALFEE
  - My Truth
  - Justice For True Love
  - Innocent Love
- 鈴木結女
  - 輝きは君の中に
- 関口誠人
  - 天河伝説殺人事件

### た行
- 宅麻伸
  - 同じ時代に生まれて
- T.M.Revolution
  - Tears Macerate Reason（dedicated to SPIDERMAN2）
  - 白い闇
  - 夢の雫　UNDER:COVERバージョン
  - Twinkle Million Rendezvous　UNDER:COVERバージョン
- 田村英里子
  - リトル・ダーリン
  - 愛のナイチンゲール
- 田山真美子
  - 青春のEVERGREEN
  - 永遠がいい
- 寺尾聰
  - SHADOW CITY
  - 出航 SASURAI
  - ルビーの指環
  - Long Distance Call.
  - 飛行少年
  - 回転扉
- 所ジョージ
  - ラクダの商人
  - 花婿
  - 僕の犬
  - ブウェーのビヤビヤ（『こちら葛飾区亀有公園前派出所』エンディングテーマ）
  - 農家の唄
  - ご心配なく<1997年バージョン>
- DOKIDOKIパニック
  - 痛快

### な行
- 中島文明
  - 君だけを守りたい
- 中島みゆき
  - やさしい女
- 中森明菜
  - SAND BEIGE -砂漠へ-
  - 不思議
  - 二人静 -「天河伝説殺人事件」より
- 新山詩織
  - 恋の中  (福山雅治との共同アレンジ)
- 野口五郎
  - 青春の一冊

### は行
- ハイ・ファイ・セット
  - 素直になりたい
  - 星化粧ハレー
  - ひときれの恋
- 爆風スランプ
  - 神話
  - 愛のチャンピオン
  - アルバム『TENSION』プロデュース
- 羽野晶紀
  - 君のために雪を降らそう
- 平松愛理
  - 愛情レストラン
- ピンク・レディー
  - DO YOUR BEST
  - OH!
- 福山雅治
  - （2000年以降発表の殆んどの楽曲提供を福山と共同アレンジ）
- 藤原さくら
  - Soup  （福山雅治との共同アレンジ）
- Bluem of Youth
  - サルウェージュ
  - ひとひらの夢
  - ID
  - SHINE
- 細川たかし
  - レッツ オンド アゲイン

### ま行
- 松田聖子
  - Pearl-White Eve
  - 旅立ちはフリージア
  - 風立ちぬ※ストリングスアレンジ
- 観月ありさ
  - 風の中で
- MOON CHILD 
  - グロリア
  - STAR TOURS

### や行以降
- 薬師丸ひろ子
  - セーラー服と機関銃
  - 探偵物語
  - すこしだけやさしく
  - ジャンヌ・ダルクになれそう（作編曲）
  - 僕の宝物
- 泰葉
  - フライディ・チャイナタウン
  - モーニング・デート
  - ブルーナイト・ブルー
  - 夏の恋・ジェラシー
- 山崎アキラ
  - 冷たく優しく
- 山本達彦
  - ロンリー・トゥナイト
  - SHINING ROOM
  - RETURN TO 1974
  - LOVE LETTER ON THE SIDE SEAT
  - 恋のマッド・ゲーム
  - SUNRISE HIGHWAY
  - FLY TO ME
  - LAST GOOD-BYE
  - 夜へHURRY UP
  - MAY STORM
  - IN SUMMER DAY
  - CATHERINE
- 山口美央子
  - 夢飛行
  - NIRVANA
- ラッツ&スター
  - Tシャツに口紅
- 和田アキ子
  - 愛して
- 渡辺満里奈
  - うれしい予感（アルバムバージョン）※ストリングスアレンジ

## 劇伴音楽
- ヤング・マスター/師弟出馬（1980年）
- SF新世紀レンズマン（1984年）
- ウィンディー（1984年）
- 餓鬼魂（1985年）
- LILY-C.A.T.（1987年）
- ザ・コクピット 音速雷撃隊（1993年）
- ヒーローインタビュー（1994年）
- ガラスの靴（1997年）
- デジタル所さん（2000年）
- 離婚弁護士（2004年）
- コヨーテ、海へ（2011年）
- 泣くな、はらちゃん（2013年）
  - 劇中歌「私の世界」、「初恋は片思い」、「地獄の使者」の作曲・編曲も担当。
- 弱くても勝てます 〜青志先生とへっぽこ高校球児の野望〜（2014年）
- 2030かなたの家族（2015年）

## 出演番組
- 井上鑑 ポップストーク（TBSラジオ）[2]
- コルグサウンドメイクアップ（FM横浜）

## 著書
- 『カルサヴィーナ (カセットブックシリーズ〈seed 4〉)』 冬樹社  1984年11月
- 『僕の音、僕の庭 ―鑑式音楽アレンジ論』 筑摩書房  2011年8月9日 ISBN 978-4480873675